# Thierry Herbillon
Thierry Herbillon est un ancien handballeur belge, aujourd'hui reconverti en entraîneur.

## Carrière

### Joueurs
Thierry débuta et joua au ROC Flémalle dans les années 1970.

### Entraîneur

#### Avec le HC Herstal
À la suite de la nomination de Jean-Marie Valkeners en tant que président du club herstalien, Thierry Herbillon quitte le ROC Flémalle et devient entraîneur au HC Herstal lors de la saison 1988/1989, club évoluant parmi le haut niveau belge avec, il réussit à remporter le titre de Champion de Belgique lors de la saison 1990/1991, une compétition, à l'époque qui n'avait plus été remporté par un club de la LFH depuis près de 14 ans.
Alors que cette même saison, Herstal passa tout près de faire un autre exploit en remportant la Coupe de Belgique, un exploit qui n'aura pas lieu puisque les armuriers furent défaits 26 à 23. 
Alors que plutôt cette saison, les joueurs de Herbillon réalisèrent une superbe saison en Coupe IHF, où après avoir éliminé le club suisse du ZMC Amicitia Zürich, les liégeois se retrouvèrent au deuxième tour de la compétition mais face au célèbre club yougoslave du RK Borac Banja Luka, Herstal finit par se faire éliminer avec pourtant un 20 à 20 à Bressoux.
La saison suivante, les armuriers disputèrent la Coupe des clubs champions où le club liégeois se fit éliminer au premier tour par le club helvétique du Grasshopper Zurich, une campagne européenne décevante à l'image de la précédente.
Alors qu'en championnat, les hommes de Thierry Herbillon peine en fin de saison, face à l'Olse Merksem HC et se font battre sur le score étriqué de 17 à 16 en partis à cause d'un effectif amoindri, mais les jaunes et noirs pourrait toujours être champion si beyne de leur côté, réussirait l'exploit de battre l'Olse Merksem HC, ce qui pourrait replacé Herstal sur la première place, malheureusement l'exploit n'eut pas lieu.
Cependant, la saison ne fut pas dépourvu de tout exploit puisque le HC Herstal remporte la Coupe de Belgique, et Thierry Herbillon quitte le club de la plus belle des manières.

#### Sélectionneur national et bref retour à Herstal
En 1994 et après, un triste parcours des diables rouges pour la qualification à l'Euro 94, l'URBH décide de limogé son sélectionneur, Alex Jacobs et de reformé l’encadrement autour de la sélection national.
C'est pour cela que la fédération nomme un duo qu'elle entend comme sérieux, dynamique et compétent, ainsi elle nomme comme sélectionneurs nationaux, Jos Schouterden et Thierry Herbillon et comme directeur technique national, pour présidé donc le duo, l'ex star du handball yougoslave, Nebojša Popović.
Pour Thierry, être sélectionneur est un merveilleux privilège dont l'objectif sera de qualifier les Belges à l'Euro 96.
Mais cette course à la qualification pour l'Euro 94 est stoppée par la Suisse et Thierry abandonne son poste au sein de la sélection pour retourner à Herstal où rien ne va plus puisque le club réalise une très mauvaise saison 1994/1995, une saison entachée par l'affaire Delpire et le retour de l'homme qui ramena à la LFH un nouveau titre après 14 ans d'attente à comme effet de ramener le moral dans l'effectif mais le mal étant fait, Herstal réalisa tout de même une très décevante saison.

#### Avec le EHC Tongeren
Thierry Herbillon est remercié en 1999.